# Projeto Kayapó
O  Projeto Kayapó  (Programa de Documentação da Língua e da Cultura Indígena) é um programa executado coma colaboração de algumas instituições, que tem por objetivo registrar traços da língua (músicas, mitos, histórias) e da cultura (músicas, mitos e histórias) indígena, na forma de áudio e vídeo, com as pretensões de criar gramáticas das línguas indígenas estudadas. Com isso a língua indígena, que até então é somente falada, passa a ser também língua escrita.
A metodologia utilizada para isso são as gravações em suportes audiovisuais, geradas somente sobre liberação a da FUNAI e da própria Tribo Indígena.
É importante acrescentar que todo esse trabalho realizado é retornado aos nativos em forma de estudo e aprimoramento da língua, uma vez que as línguas quase extintas são repassadas novamente a tribo, ensinando a “nova geração indígena” que deixou de falar a sua própria língua para falar a língua do “homem branco”.